# Nishi Kanjirō
Nishi Kanjirō est un nom japonais traditionnel ; le nom de famille (ou le nom d'école), Nishi, précède donc le prénom (ou le nom d'artiste).
Le vicomte Nishi Kanjirō (西寛二郎) (5 avril 1846 - 27 janvier 1912) est un général de l'armée impériale japonaise.

## Biographie
Nishi est le fils d'un samouraï du domaine de Satsuma (actuelle préfecture de Kagoshima) et est dans sa jeunesse au service de Shimazu Hisamitsu. Il participe à la bataille de Toba-Fushimi durant la guerre de Boshin. Rejoignant la nouvelle armée impériale japonaise en juillet 1871, il devient commandant de bataillon et est promu major en décembre 1873. Il participe ensuite à la répression de la rébellion de Saga, puis à l'expédition de Taïwan de 1874, et à la répression de la rébellion de Satsuma en 1877. Par la suite, il est assigné à l'État-major de l'armée impériale japonaise jusqu'en février 1881. Après un bref commandement du 11e régiment d'infanterie, il est promu colonel en 1882 puis major-général en 1889.
Durant la première guerre sino-japonaise, Nishi commande la 2e brigade d'infanterie lors de l'invasion de la péninsule du Liaodong en Mandchourie. En août 1895, il reçoit le titre de baron (danshaku) selon le système de noblesse kazoku. En mai 1896, il est commandant des forces d'occupation japonaises de l'établissement britannique de Weihaiwei dans la province du Shandong. Promu lieutenant-général en octobre de la même année, il suit Nogi Maresuke comme commandant de la 2e division. Il est déployé avec cette division en Mandchourie en février 1904 au début de la guerre russo-japonaise et participe à la bataille du fleuve Yalou, la capture d'Antung, et la bataille de Liaoyang. Il est promu général en 1904. En avril 1905, il est décoré de l'ordre du Milan d'or (1re classe). En mai 1905, il devient chef de l'inspection générale de l'entraînement militaire, l'un des trois postes les plus prestigieux de l'armée japonaise. Nishi est nommé aide de camp du prince Fushimi Sadanaru pour un voyage en Europe en 1907 et est élevé en vicomte (shishaku) à son retour.
Nishi entre dans la réserve en mars 1911 et meurt en janvier l'année suivante. À sa mort, il est décoré à titre posthume deu grand cordon de l'ordre du Soleil levant avec fleurs de Paulownia. Sa tombe se trouve au cimetière d'Aoyama à Tokyo.